# バーショーン・ジャクソン
バーショーン・ジャクソン （Bershawn Jackson、1983年5月8日 - ） は、アメリカ合衆国フロリダ州出身の陸上競技選手である。400mハードルの選手である。400mに出場することもある。
2005年に行われた世界陸上の400mハードルでは、第4コーナーまで為末大に先行を許していたが、最後の直線で抜き去り、47秒30の好タイムで優勝した。
2007年、世界陸上連覇を狙い、世界陸上大阪大会に臨んだ。しかし、準決勝の最後のハードルで足が合わず、ハードルを倒して失速。フェリックス・サンチェス（ドミニカ共和国）らに追い抜かれ、準決勝敗退となった。
2008年の北京オリンピックでは、同じアメリカのアンジェロ・テイラー、カーロン・クレメントに次いでフィニッシュし、銅メダルを獲得。表彰台を独占した。

## 自己ベスト
- 400m　45秒06　（2007年6月22日）
- 400mハードル　47秒30　（2005年8月9日）

## 実績
| 年度 | 大会                               | 種目         | 場所                         | 結果 | 記録   |
| ---- | ---------------------------------- | ------------ | ---------------------------- | ---- | ------ |
| 2004 | IAAFワールドアスレチックファイナル | 400mハードル | モンテカルロ（モナコ）       | 金   | 47秒86 |
| 2005 | 世界陸上選手権                     | 400mハードル | ヘルシンキ（フィンランド）   | 金   | 47秒30 |
| 2005 | IAAFワールドアスレチックファイナル | 400mハードル | モンテカルロ（モナコ）       | 金   | 48秒05 |
| 2006 | IAAFワールドアスレチックファイナル | 400mハードル | シュトゥットガルト（ドイツ） | 銅   | 48秒24 |
| 2007 | IAAFワールドアスレチックファイナル | 400mハードル | シュトゥットガルト（ドイツ） | 4位  | 48秒58 |
| 2008 | オリンピック                       | 400mハードル | 北京（中華人民共和国）       | 銅   | 48秒06 |